# Крок (військо)

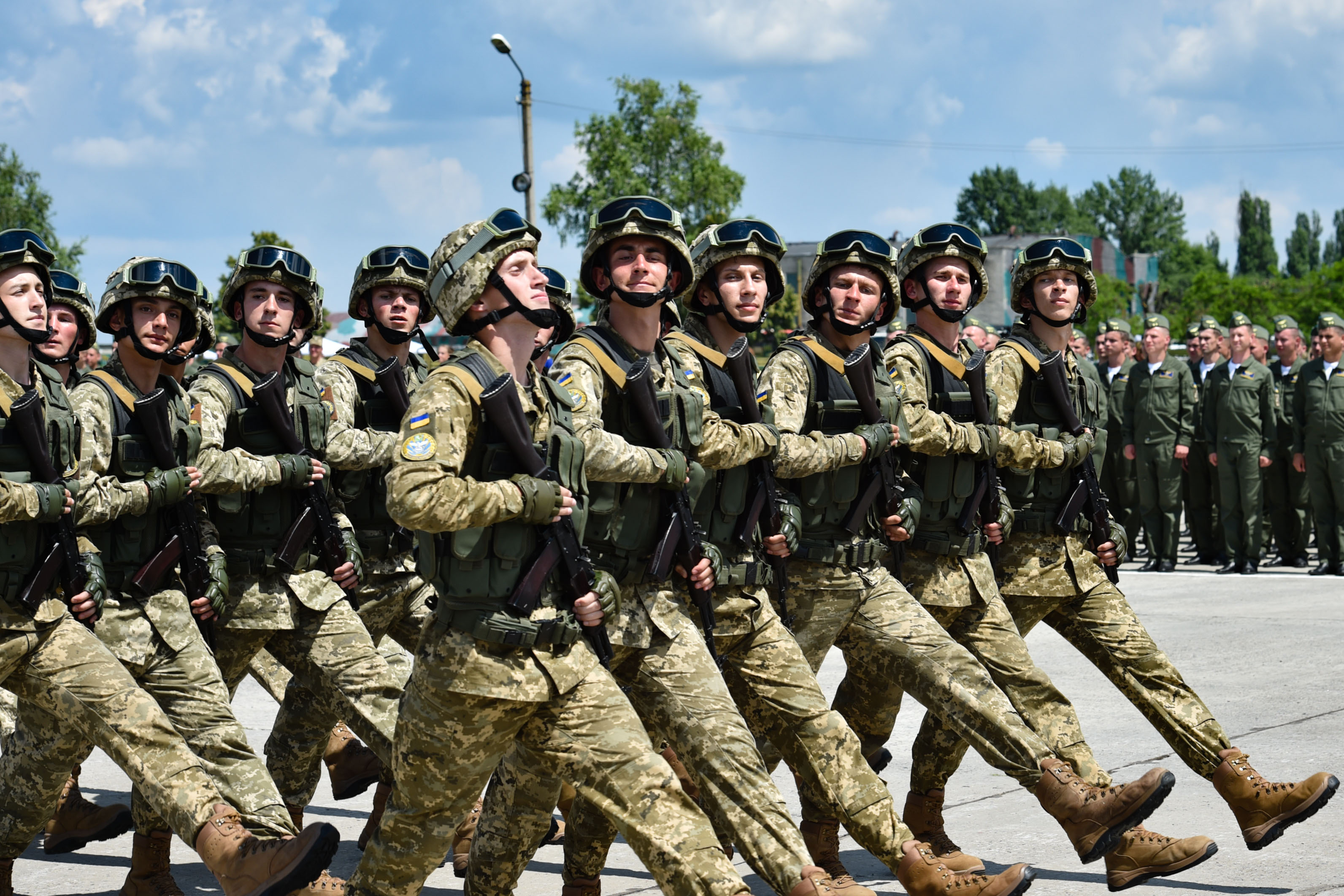
Випускники ХНУПС крокують на марші.

Крок — визначений статутом спосіб ходи у збройних силах під час проходження служби.

## Загальні положення

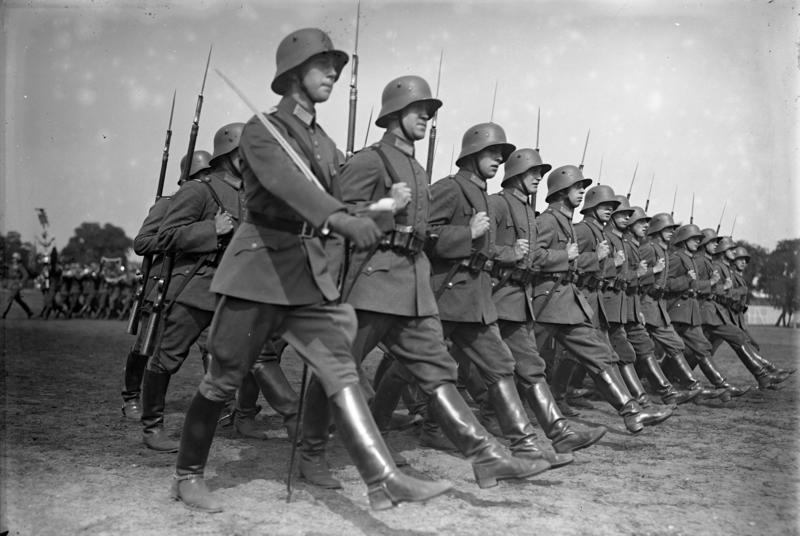
«Прусський» крок

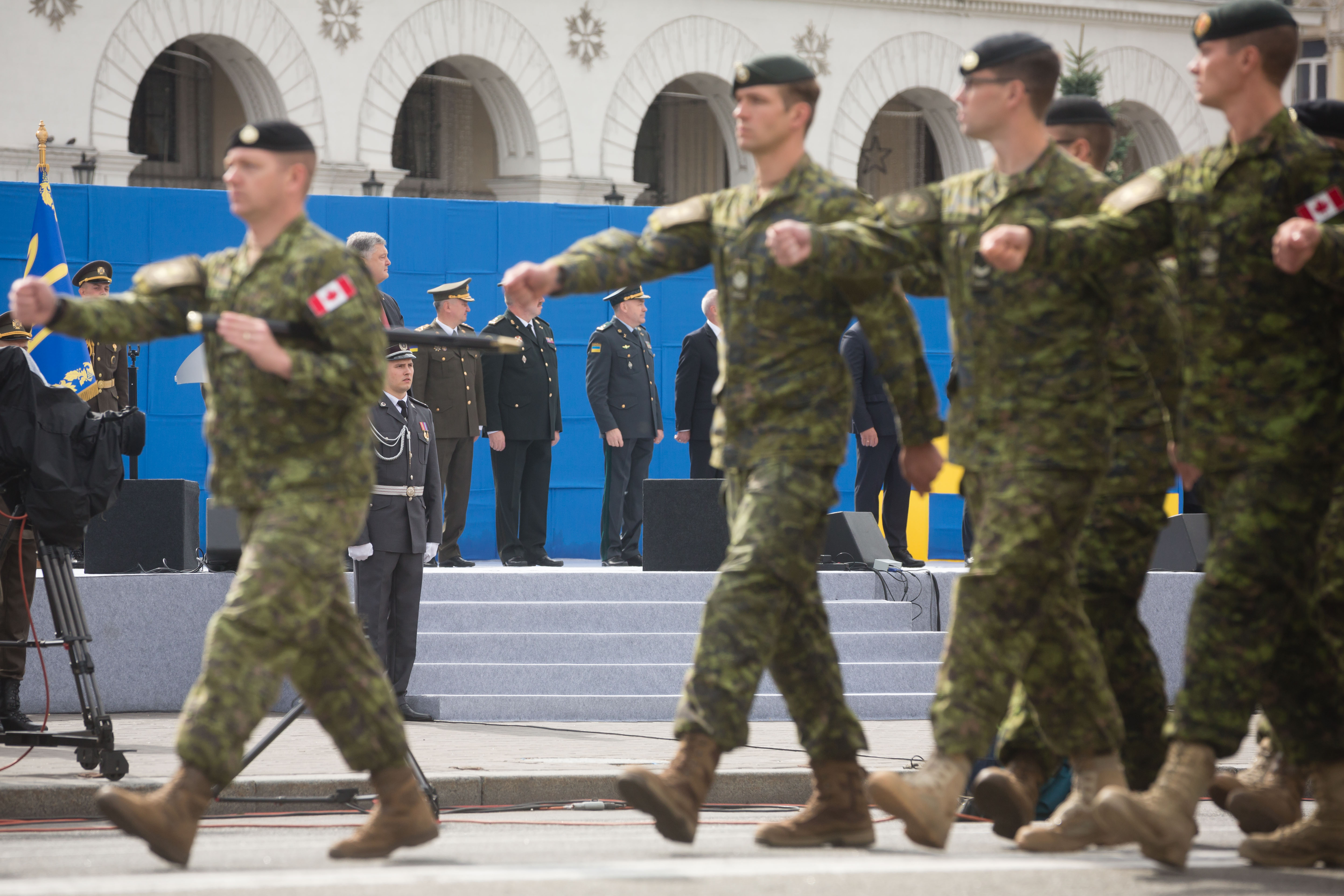
«Англійський» крок

Домінантна частина сучасного військового кроку походить від прусської та англійської традицій. 
Крок, у більшості країн, поділяється на стройовий і похідний. Стройовий крок застосовується під час проходження підрозділів урочистим маршем; при виконанні ними військового вітання під час руху; при підході військовослужбовця до начальника та відході від нього; при виході із строю та поверненні на місце, а також під час занять із стройової підготовки. Похідний крок застосовується в усіх інших випадках. Окремим видом є церемоніальний крок почесної варти під час котрого нога має підійматися паралельно землі.
За прусським варіантом під час руху стройовим кроком нога з витягнутим уперед носком виноситься на висоту 15-20 сантиметрів від землі та твердо, на всю стопу, ставиться на землю. Руки, починаючи від плеча, здійснюють рух біля тулуба: вперед — руки згинаються в ліктях так, щоб кисті піднімалися вище пряжки пояса на ширину долоні й на відстані долоні від тулуба до рівня ліктя; назад — до упору в плечовому суглобі. Пальці рук напівзігнуті. Англійський різниться вільним положенням ноги під час маршу з замахом руки наперед, церемоніальний — ноги зігнуті у коліні. 
Існує традиційний український спосіб ходи. Стрілецький крок характеризується підняттям ноги на 10-15 сантиметрів від землі, стопа м`яко ставиться на землю. Положення рук схоже з пруською ходою. Пальці рук напівзігнуті. В 2010 році був прийнятий в почесній варті. З 2015 відбувається поступовий перехід до стандартів НАТО та зміни кроку на більш традиційний.

## Інше
Традиція військового кроку відсутня в Пн. Америці та частині країн НАТО — єдиним правилом в ЗС цих країн є синхронізація руху кінцівок.